# Cyril Atef
Cyril Atef (né à Berlin en 1968) est un batteur et percussionniste français.

## Biographie
À dix ans il déménage avec ses parents pour Los Angeles où il continue les cours de batterie, avant d’intégrer en 1984 le Musician Institute (Percussion Institute of Technologie) pour un an.
Il joue avec plusieurs groupes: « Samaki and the Vibrations » (groupe de reprise funk), « Collaborative Cultures » (world-funk), tout en suivant de près l’évolution du mouvement punk.
Un passage par le Berklee College of Music de Boston (1989) lui permet de renforcer sa connaissance des harmonies et des bases théoriques de la musique.
Après une tournée en Europe avec un percussionniste argentin (Marcello Rossi) et avec deux musiciens brésiliens, il s’installe en Août 1990 à Paris.
Complice de Princess Erika pendant plusieurs années, la musique l’a fait jouer aux côtés d’artistes tous styles confondus : Julien Lourau, Cheb Mami, Yves Robert, Incroyable Jungle Beat, l’Orchestre national de Barbès, Brigitte Fontaine, Alain Bashung, Matthieu Chedid, Nathalie Natiembé, Bernard Lavilliers, Gnawa Njoum Experience ou encore Oshen.
En avril 1999, il fonde Bumcello avec Vincent Ségal. Avec huit albums au compteur, le duo trouve son public.
En 2006, il participe à l'album Lunático de Gotan Project.
En 2008, il s'associe à Monsieur Cong pour former le projet CongopunQ mélange de transe africaine et d'électro groove. Cyril Atef et Vincent Ségal rejoignent Matthieu Chedid sur la tournée Le tour de M, puis Cyril seulement sur Mister Mystère.
Cyril Atef est le batteur sur l'album Grizzly (ça c'est vraiment moi) de Louis Bertignac sorti en mars 2011.
Il participe depuis peu au projet Fufu Machine en compagnie du bassiste Hilaire Penda et du chanteur et guitariste Piers Faccini.
En 2017, il s'associe à Olivier Araste (de Lindigo) et Fixi sur le projet 'Pachibaba'.
Cyril Atef continue de s'exprimer en live, notamment via son projet PAPATEF et offre un concert unique entre sélection musicale afro pointue en tant que DJ et des improvisations de batterie et voix très énergique, homme-orchestre d’un soir il est résident de La Petite Halle dans le Nord de Paris.

## Discographie

### Bumcello
- 1999 : Bumcello
- 2001 : Booty time
- 2002 : Nude for love
- 2003 : Get me (double live)
- 2005 : Animal sophistiqué
- 2008 : Lychee queen
- 2012 : Al
- 2018 : Monster Talk